# Northeast Arm (Lower Gaspereaux Lake)
Northeast Arm – zatoka (arm) jeziora Lower Gaspereaux Lake w kanadyjskiej prowincji Nowa Szkocja, w hrabstwie Guysborough; nazwa urzędowo zatwierdzona 20 maja 1976.